# Phosphopantothenoylcystein-Decarboxylase
Phosphopantothenoylcystein-Decarboxylase (PPC-DC) ist das Enzym, das die Abspaltung von Kohlenstoffdioxid von Phosphopantothenoyl-Cystein katalysiert. Dies ist der dritte Reaktionsschritt in der Biosynthese von Coenzym A, die in den meisten Lebewesen stattfindet.

## Katalysierte Reaktion
{\displaystyle \rightleftharpoons }   + CO2
(R)-4'-Phosphopantothenoyl-L-Cystein wird unter Bildung von 4'-Phosphopantethein decarboxyliert. Das Enzym bindet ein Molekül FMN pro Untereinheit als Kofaktor. Es handelt sich also um ein Flavoprotein.